# Militair oefenterrein
Een militair oefenterrein is een terrein dat gebruikt wordt voor oefeningen door de krijgsmacht.
In dichtbevolkte landen als Nederland en België levert het vinden van geschikte militaire oefenterreinen grote problemen op. Van oudsher werden hiervoor natuurgebieden gebruikt, in Nederland vooral op de Veluwe. Sommige militaire terreinen zijn onder voorwaarden opengesteld voor recreatie. 
Nederland heeft in het verleden in het tekort aan militaire oefenterreinen voorzien door gebruik van terreinen in het buitenland. Voorbeelden daarvan in Duitsland zijn Vogelsang, Sennelager en Bergen-Hohne. La Courtine was in Franrijk een bekend oefengebied voor de Nederlandse landmacht.

## Voor- en tegenstanders
Tegenstanders vinden het onverantwoord om natuurgebieden als militaire oefenterrein te gebruiken. Dat zou de natuur verstoren. Anderen zeggen dan weer dat dit geen enkel probleem vormt. In vele militaire oefenterreinen in gebruik sinds het einde van de Tweede Wereldoorlog is nog evenveel natuur te vinden als voorheen. Dat zou komen doordat er, behalve de militaire, weinig verontrustende en vervuilende activiteiten plaatsvinden. De natuurgebieden zijn uitgestrekt en de fauna en flora passen zich aan.